# Émile Waldteufel
Charles Émile Lévy Waldteufel, més conegut com a Émile Waldteufel (Estrasburg, Alsàcia, 9 de desembre de 1837 - 18 de febrer de 1915) fou un compositor francès.
Començà els seus estudis amb Heyberger i després ingressà en el Conservatori de París, on fou deixeble de Marmontel i d'en Laurent, però hagué d'interrompre els cursos d'aquell establiment i durant algun temps restà emprat en un magatzem de pianos, però després de l'èxit de dos dels seus valsos, Manolo i Joies et peines, que edità a les seves espatlles, es dedicà plenament a la composició.
El 1856 fou nomenat pianista de l'emperadriu Eugènia i ensems director dels balls de la cort, dirigint, a més, els balls de l'Òpera. Després dirigí les seves obres a Alemanya i Anglaterra, on els seus valsos assoliren la millor acollida, el mateix que arreu d'Europa.
Durant molts anys aquestes composicions lleugeres, rivalitzaren amb les de Strauss, havent-se de citar:
- Espanya,
- Greina-Green,
- Estudiantina,
- Dans un songe,
- A toi,
- Amour et Princetemps,
- Mysotis,
- Sentiers fleuris,
- Les violettes, etc.